# Brian Mast

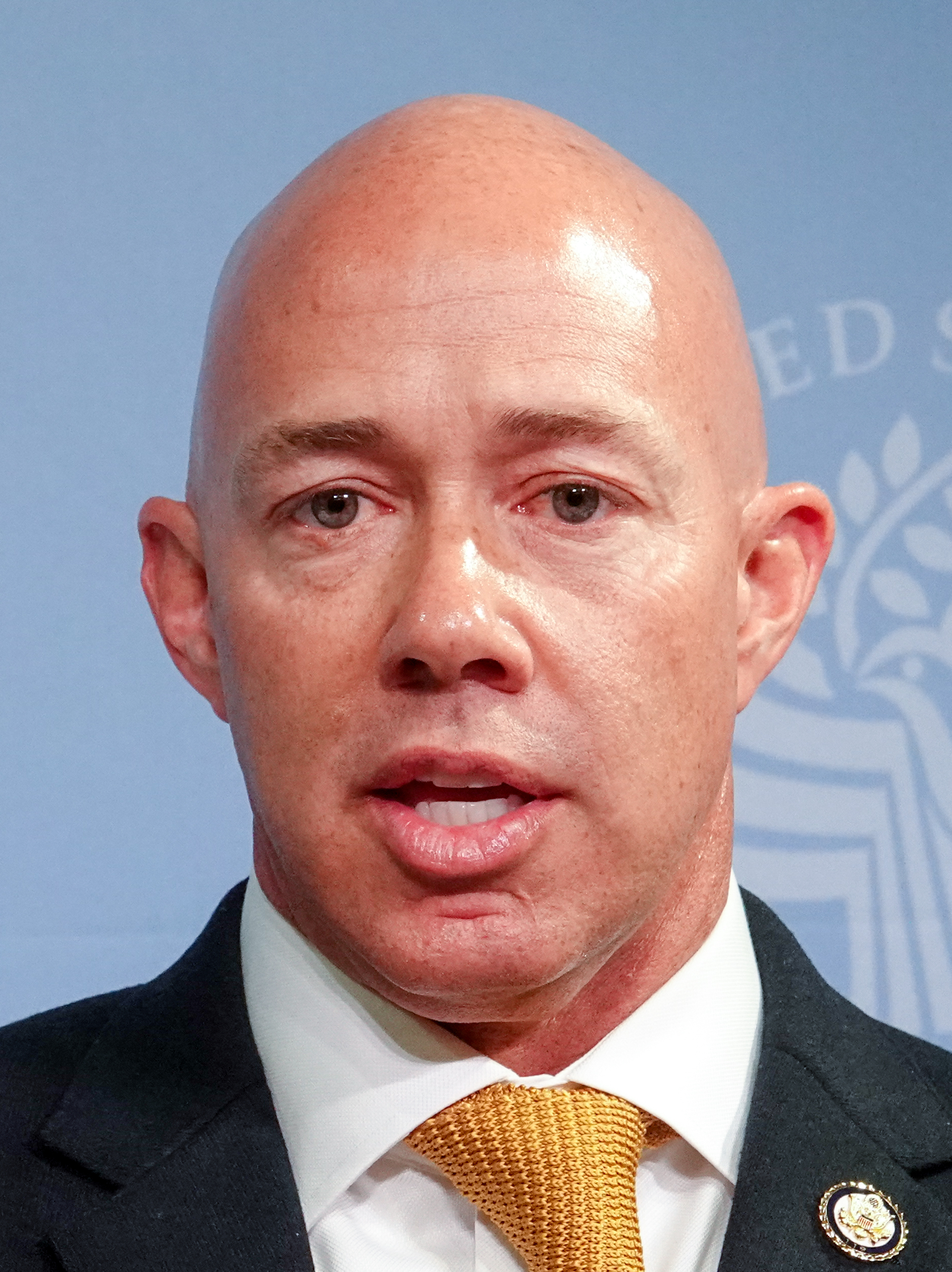
Brian Jeffery Mast (2025)

Brian Jeffery Mast (* 10. Juli 1980 in Grand Rapids, Kent County, Michigan) ist ein US-amerikanischer Politiker der Republikanischen Partei. Seit Januar 2017 vertritt er den 18. Distrikt des Bundesstaats Florida im US-Repräsentantenhaus.

## Werdegang
Brian Mast absolvierte die South Christian High School und trat im Jahr 1999 in die United States Army ein. Während dieser Zeit studierte er an der Palm Beach Atlantic University und der American Military University. Dort wurde er einer Einheit zur Minenräumung zugeteilt. Dabei war er auch in Afghanistan eingesetzt. Am 19. September 2010 wurde er dort bei einem Unfall beim Minenräumen schwer verletzt. Ihm mussten beide Beine und ein Finger amputiert werden. Im Jahr 2011 schied er im Rang eines Staff Sergeant ehrenhaft aus der Armee aus. Während seiner zwölfjährigen Dienstzeit wurde er unter anderem mit dem Purple Heart, der Bronze Star Medal und der Defense Meritorious Service Medal ausgezeichnet. Nach seinem Ausscheiden aus dem Militärdienst arbeitete er als Sprengstoffspezialist beim Ministerium für Heimatschutz. Außerdem studierte er bis 2016 an der Harvard University, wo er einen Bachelor of Liberal Arts erwarb.
Mast diente als Freiwilliger in der israelischen Armee. In den Tagen nach dem Angriff der Hamas auf Israel am 7. November 2023 trug er im Kongress seine israelische Uniform.
Brian Mast lebt mit seiner Frau Brianna und den vier Kindern in Fort Pierce im St. Lucie County.

## Politik
Politisch schloss sich Mast der Republikanischen Partei an. Bei den Kongresswahlen des Jahres 2016 wurde er im 18. Kongresswahlbezirk von Florida gegen den Demokraten Randy Perkins in das US-Repräsentantenhaus gewählt, wo er am 3. Januar 2017 die Nachfolge des Demokraten Patrick Murphy antrat, der zu Gunsten einer nicht erfolgreichen Kandidatur für den Senat der Vereinigten Staaten auf eine weitere Wahl in das Repräsentantenhaus verzichtet hatte. Er setzte sich am 8. November mit 53,6 % durch. In der Wahl 2018 besiegte er die Demokratin Lauren Baer mit 54,3 %. Bei der Wahl zum Repräsentantenhaus der Vereinigten Staaten 2020 gewann er gegen Pam Keith von den Demokraten und den unabhängigen K.W. Miller mit 56,8 % der Stimmen.
Die Primary (Vorwahl) seiner Partei für die Wahlen 2022 am 23. August gewann er mit 78,1 % klar. Er trat am 8. November 2022 gegen Corinna Robinson von der Demokratischen Partei an. Er konnte die Wahl mit 63,5 % der Stimmen für sich entscheiden und war dadurch auch im Repräsentantenhaus des 118. Kongresses vertreten. 2024 gewann Mast die Vorwahl mit 85,8 % und die Hauptwahl gegen den Demokraten Thomas Witkop mit 61,8 %.

### Ausschüsse
Er ist aktuell Mitglied in folgenden Ausschüssen des Repräsentantenhauses:
- Committee on Foreign Affairs (Vorsitzender)
  - Middle East, North Africa, and Global Counterterrorism
  - Oversight and Accountability
- Committee on Transportation and Infrastructure
  - Aviation
  - Coast Guard and Maritime Transportation
  - Water Resources and Environment

Außerdem ist er Mitglied in 36 Caucuses.

### Positionen
Mast gehörte zu den Mitgliedern des Repräsentantenhauses, die bei der Auszählung der Wahlmännerstimmen bei der Präsidentschaftswahl 2020 für die Anfechtung des Wahlergebnis stimmten. Präsident Trump hatte wiederholt propagiert, dass es umfangreichen Wahlbetrug gegeben hätte, so dass er sich als Sieger der Wahl sah. Für diese Behauptungen wurden keinerlei glaubhafte Beweise eingebracht. Der Supreme Court wies eine entsprechende Klage mit großer Mehrheit ab, wobei sich auch alle drei von Trump nominierten Richter gegen die Klage stellten.
Nach einem Artikel in Haaretz gilt Mast seit langem als der Kongressabgeordnete, der den Palästinensern am feindlichsten gegenübersteht.
Mast unterstützt Israel im Krieg gegen Gaza seit 2023 und sagte, auch getötete palästinensische Babys seien keine unschuldigen Zivilisten, und Israel müsse noch mehr zivile Infrastruktur im Gazastreifen zerstören. Er erklärte: »Es wäre besser besser, alle Terroristen zu töten und alle, die sie unterstützen.« Er verglich »unschuldige palästinensische Zivilisten« mit »unschuldigen Nazi-Zivilisten« in Deutschland während des Zweiten Weltkrieges. Seine Aussage, die die Palästinenser kollektiv für die Verbrechen der Hamas verantwortlich macht, wurde in einem offenen Brief von Omer Bartov, Christopher R. Browning, Jane Caplan, Debórah Dwork, David Feldman et al. stark kritisiert.
Als Vorsitzender des Ausschusses des Repräsentantenhauses für auswärtige Angelegenheiten wies Mast die Mitarbeiter des Ausschusses an, das israelisch besetzte Westjordanland in der gesamten offiziellen Korrespondenz, Kommunikation und Dokumentation künftig als »Judäa und Samaria« zu bezeichnen. In seinem Schreiben hieß es unter anderem: »Wir müssen unseren Teil dazu beitragen, ... Israels rechtmäßigen Anspruch auf die Wiege der jüdischen Kultur anzuerkennen.«